# Појана (Таутеу)
Појана (рум. Poiana) насеље је у Румунији у округу Бихор у општини Таутеу. Oпштина се налази на надморској висини од 134 m.

## Становништво
Према подацима из 2002. године у насељу је живело 263 становника.

### Попис2002.
| Расподела становништва по националности 2002.‍ | Расподела становништва по националности 2002.‍ | Расподела становништва по националности 2002.‍ | Расподела становништва по националности 2002.‍ | Расподела становништва по националности 2002.‍ |
| --------------------------------------------- | --------------------------------------------- | --------------------------------------------- | --------------------------------------------- | --------------------------------------------- |
|                                               |                                               |                                               |                                               |                                               |
| Румуни                                        | Румуни                                        |                                               | 162                                           | 61,6%                                         |
| Мађари                                        | Мађари                                        |                                               | 94                                            | 35,7%                                         |
| Словаци                                       | Словаци                                       |                                               | 7                                             | 2,7%                                          |